# Enrico d'Asburgo-Lorena
Enrico Antonio Carlo Gregorio Raniero Maria d'Asburgo-Lorena (Milano, 9 maggio 1828 – Vienna, 30 novembre 1891) era un arciduca d'Austria e feldmaresciallo dell'esercito austriaco.

## Biografia
Enrico era il figlio dell'Arciduca Ranieri Giuseppe d'Asburgo-Lorena (1783 - 1853), Viceré di Lombardia e della principessa Maria Elisabetta di Savoia-Carignano (1800 - 1856), figlia del principe Carlo Emanuele di Savoia-Carignano.
Nell'esercito austriaco raggiunse, nel 1862, il grado di Luogotenente Generale e comandante del 62º reggimento fanteria. Era un Cavaliere dell'Ordine del Toson d'oro. Enrico servì come comandante della divisione a Graz, tra le altre cose, e Brno. Ha combattuto con onore nella battaglia di Custoza (1866).

### Matrimonio
Enrico sposò il 4 febbraio 1868, a Bolzano, contro la volontà dell'imperatore Francesco Giuseppe, la cantante Leopoldine Hofmann (1842 - 1891), creata, nel 1878, baronessa von Waideck. Da questo matrimonio ebbe una figlia.

### Morte
Come generale in pensione, Enrico viveva con la moglie dal 1872 fino alla sua morte nel suo stesso palazzo in Mustergasse a Bolzano. In una delle sue rare visite a Vienna, lui e la moglie si ammalarono di polmonite e morirono entrambi nella stessa notte.

## Discendenza
Enrico e Leopoldine ebbero una figlia:
- Rainiera Maria (1872 - 1936), contessa di Waideck, sposò nel 1892, il conte Enrico Lucchesi Palli, Principe di Campofranco, Duca della Grazia (1861 - 1924).

## Ascendenza
|                                      |                                        |                                                 | Genitori                                      |  |  | Nonni |  |  | Bisnonni              |  |  | Trisnonni          |  |
|                                      |                                        |                                                 |                                               |  |  |       |  |  | Francesco I di Lorena |  |  | Leopoldo di Lorena |  |
|                                      |                                        |                                                 |                                               |  |  |       |  |  | Francesco I di Lorena |  |  | Leopoldo di Lorena |  |
|                                      |                                        | Elisabetta Carlotta di Borbone-Orléans          |                                               |  |  |       |  |  | Francesco I di Lorena |  |  |                    |  |
| Leopoldo II d'Asburgo-Lorena         |                                        |                                                 |                                               |  |  |       |  |  | Francesco I di Lorena |  |  |                    |  |
|                                      |                                        | Maria Teresa d'Austria                          | Carlo VI d'Asburgo                            |  |  |       |  |  |                       |  |  |                    |  |
|                                      |                                        | Maria Teresa d'Austria                          | Carlo VI d'Asburgo                            |  |  |       |  |  |                       |  |  |                    |  |
|                                      |                                        | Maria Teresa d'Austria                          | Elisabetta Cristina di Brunswick-Wolfenbüttel |  |  |       |  |  |                       |  |  |                    |  |
| Ranieri Giuseppe d'Asburgo-Lorena    |                                        | Maria Teresa d'Austria                          |                                               |  |  |       |  |  |                       |  |  |                    |  |
|                                      |                                        | Carlo III di Spagna                             | Filippo V di Spagna                           |  |  |       |  |  |                       |  |  |                    |  |
|                                      |                                        | Carlo III di Spagna                             | Filippo V di Spagna                           |  |  |       |  |  |                       |  |  |                    |  |
|                                      |                                        | Carlo III di Spagna                             | Elisabetta Farnese                            |  |  |       |  |  |                       |  |  |                    |  |
| Maria Ludovica di Borbone-Spagna     |                                        | Carlo III di Spagna                             |                                               |  |  |       |  |  |                       |  |  |                    |  |
|                                      |                                        | Maria Amalia di Sassonia                        | Augusto III di Polonia                        |  |  |       |  |  |                       |  |  |                    |  |
|                                      |                                        | Maria Amalia di Sassonia                        | Augusto III di Polonia                        |  |  |       |  |  |                       |  |  |                    |  |
|                                      |                                        | Maria Amalia di Sassonia                        | Maria Giuseppa d'Austria                      |  |  |       |  |  |                       |  |  |                    |  |
| Enrico d'Asburgo-Lorena              |                                        | Maria Amalia di Sassonia                        |                                               |  |  |       |  |  |                       |  |  |                    |  |
|                                      | Vittorio Amedeo II di Savoia-Carignano | Luigi Vittorio di Savoia-Carignano              |                                               |  |  |       |  |  |                       |  |  |                    |  |
|                                      | Vittorio Amedeo II di Savoia-Carignano | Luigi Vittorio di Savoia-Carignano              |                                               |  |  |       |  |  |                       |  |  |                    |  |
|                                      | Vittorio Amedeo II di Savoia-Carignano | Cristina Enrichetta d'Assia-Rheinfels-Rotenburg |                                               |  |  |       |  |  |                       |  |  |                    |  |
| Carlo Emanuele di Savoia-Carignano   | Vittorio Amedeo II di Savoia-Carignano |                                                 |                                               |  |  |       |  |  |                       |  |  |                    |  |
|                                      |                                        | Giuseppina Teresa di Lorena-Armagnac            | Luigi Carlo di Lorena, principe di Lambesc    |  |  |       |  |  |                       |  |  |                    |  |
|                                      |                                        | Giuseppina Teresa di Lorena-Armagnac            | Luigi Carlo di Lorena, principe di Lambesc    |  |  |       |  |  |                       |  |  |                    |  |
|                                      |                                        | Giuseppina Teresa di Lorena-Armagnac            | Louise Julie Constance de Rohan               |  |  |       |  |  |                       |  |  |                    |  |
| Maria Elisabetta di Savoia-Carignano |                                        | Giuseppina Teresa di Lorena-Armagnac            |                                               |  |  |       |  |  |                       |  |  |                    |  |
|                                      |                                        | Carlo di Sassonia, duca di Curlandia            | Augusto III di Polonia                        |  |  |       |  |  |                       |  |  |                    |  |
|                                      |                                        | Carlo di Sassonia, duca di Curlandia            | Augusto III di Polonia                        |  |  |       |  |  |                       |  |  |                    |  |
|                                      |                                        | Carlo di Sassonia, duca di Curlandia            | Maria Giuseppa d'Austria                      |  |  |       |  |  |                       |  |  |                    |  |
| Maria Cristina di Sassonia           |                                        | Carlo di Sassonia, duca di Curlandia            |                                               |  |  |       |  |  |                       |  |  |                    |  |
|                                      |                                        | Francesca Korwin-Krasińska                      | Stanislao Korwin-Krasiński                    |  |  |       |  |  |                       |  |  |                    |  |
|                                      |                                        | Francesca Korwin-Krasińska                      | Stanislao Korwin-Krasiński                    |  |  |       |  |  |                       |  |  |                    |  |
|                                      |                                        | Francesca Korwin-Krasińska                      | Anna Humiecka                                 |  |  |       |  |  |                       |  |  |                    |  |
|                                      |                                        | Francesca Korwin-Krasińska                      |                                               |  |  |       |  |  |                       |  |  |                    |  |